# 芍药
芍藥（学名：Paeonia lactiflora），又稱作娇客，余容，留夷，殿春花，没骨花，婪尾春，白芍、杭白芍、金芍藥、將離，是芍藥科芍藥屬的多年生宿根草本植物。
种名lactiflora意为“乳白色花的”。

## 形态
多年生草本，高60－80厘米，地下有圆柱形或纺锤形块根。二回三出复叶。初夏开美丽的花，花大型，有白、红、粉红等颜色，雌蕊常无毛，花型多样，有单瓣、半重瓣和重瓣等多种花型。遍布于中国東北及華北，亦见于西伯利亚等地。一般可以成活数年。

### 与牡丹的区别
芍药是蓄根草本，牡丹是灌木木本，这是它们的主要区别，它们花型、叶片非常相似，牡丹于5月初开花，芍药花期要晚一些。在英语和其他欧洲语言中，牡丹和芍药是同一个词。芍药一般可以存活数年，牡丹可以存活30-60年。

## 历史
芍药在夏商周时期，即已被中国人作为观赏植物培育。其名最早来源于《诗经》：“维士与女，伊其相谑，赠之以芍药”，自古以来就被视为情花用于男女互赠。
芍药
芍药犹绰约也，美好貌。此草花容绰约，故以为名。
《本草纲目》李时珍(明)
娇客
时雨初肥芍药苗，腕把香茆酒肠消，扬州帘卷春风里，曾惜名花第一娇。
《咏芍药》 杨允孚（元）
余容
山丹丽质冠年华，复有余容映白花。
洪炎（宋）
将离、可离
芍药，离草也，言将别离唱此草。
《韩诗外传》（西汉） 

## 药用

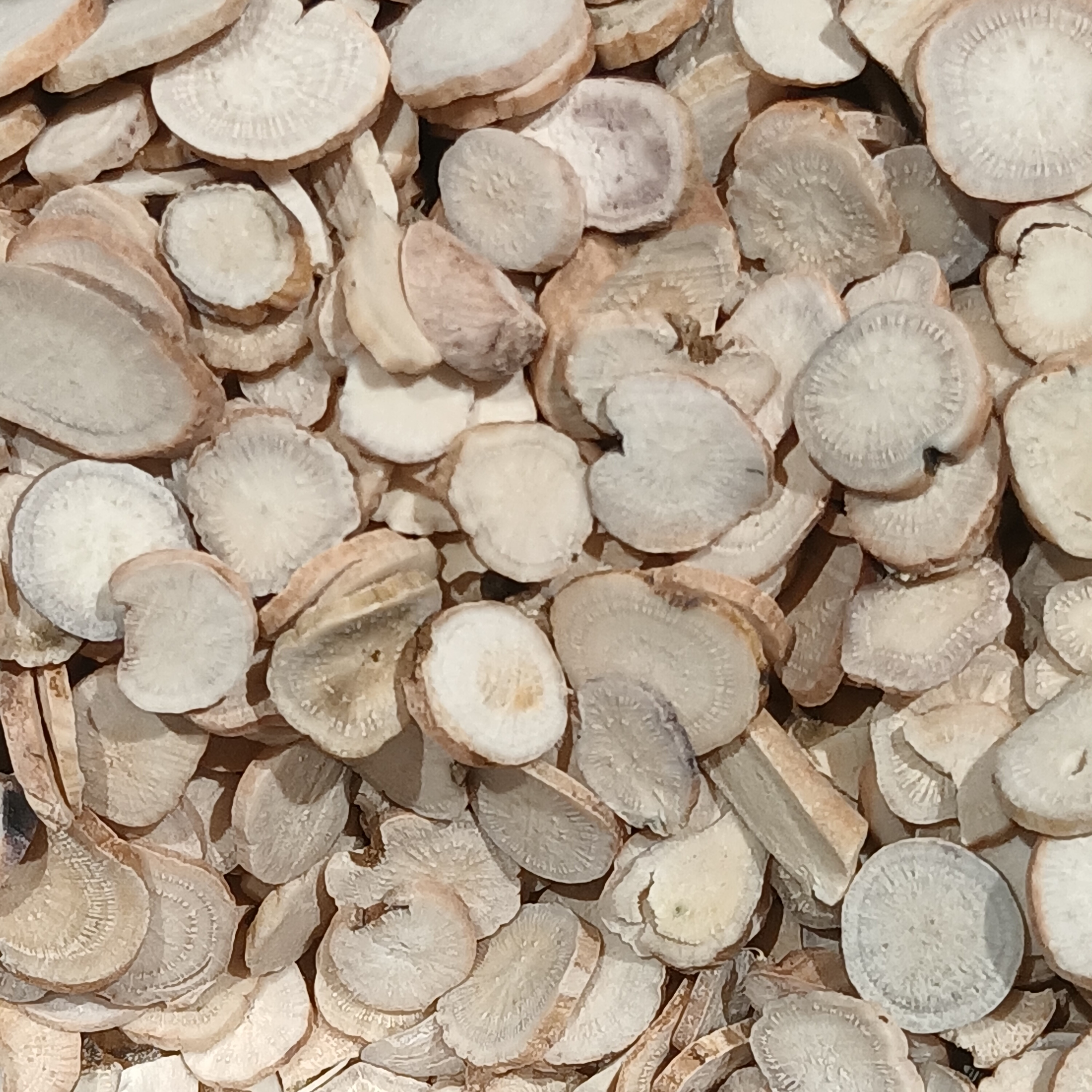
药用白芍片

芍药的根部可药用。在夏秋两季将根部挖掘后，去除根茎及须根，洗净去皮得到白芍。野生种芍药及草芍药、川赤芍的不去皮根也被称为赤芍，所以汉语中称其为芍“药”。
味苦酸，性凉，入肝、脾经。白芍的功效为养血敛陰、柔肝止痛、平抑肝阳。赤芍的功效则为清热凉血、祛瘀止痛。

## 欧洲引种
芍药於1700年代中期被引种到英格兰，并培育出很多当地普遍种植的园艺栽培种。芍药在过去很长的一段时间里都被描述为P. albiflora，因为芍药是第一个被引种到欧洲的白色芍药属品种。芍药繁殖力很强，是切花贸易所需的芍药属花卉中最主要的来源。
在中国，芍药的观赏价值稍逊於紫斑牡丹（Paeonia rockii）和牡丹（Paeonia suffruticosa）。

## 其他

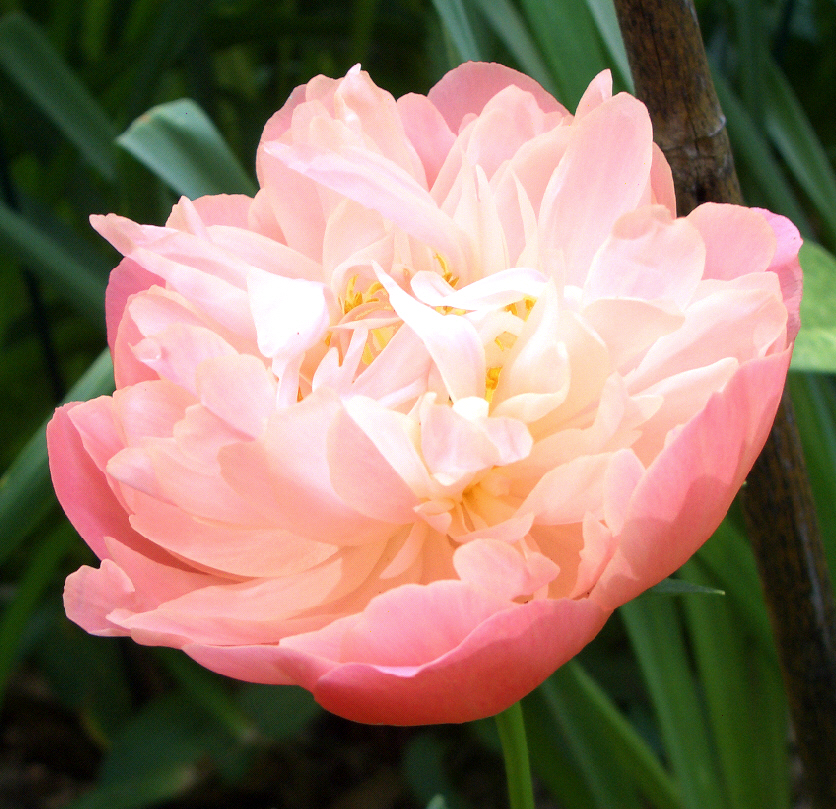
重瓣變種
“Pink Hawaiian Coral”

在中国，芍药与牡丹并称为“花王”和“花相”。

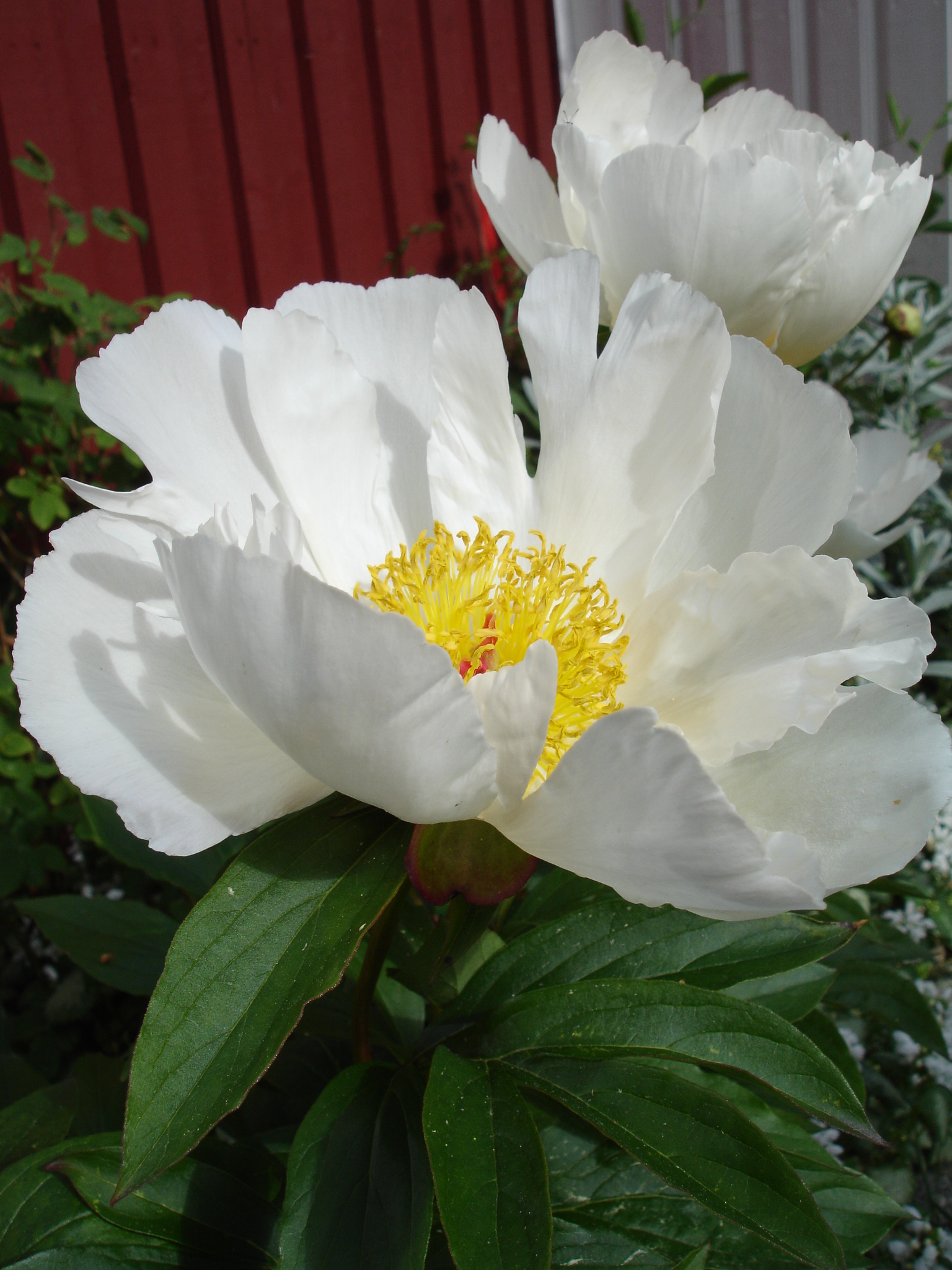
Paeonia lactiflora 'White Wings' 单瓣
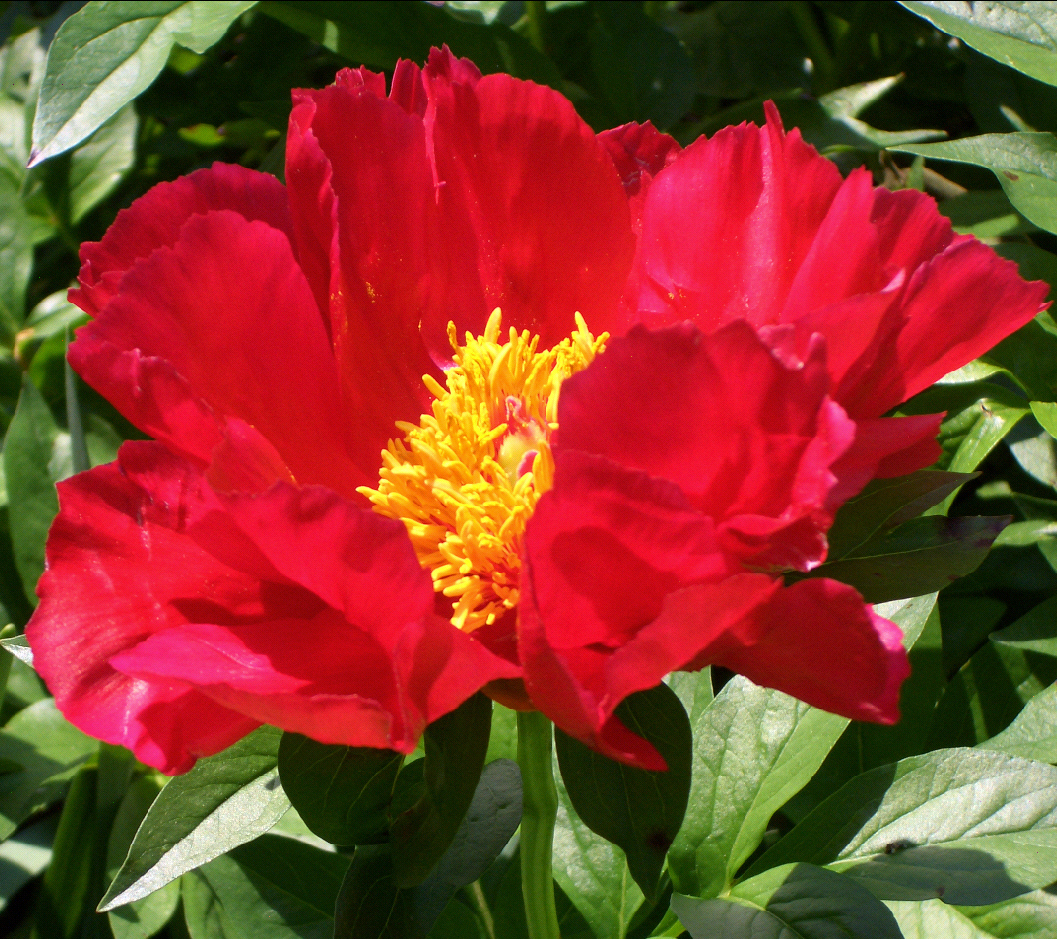
Paeonia lactiflora 'Blaze'
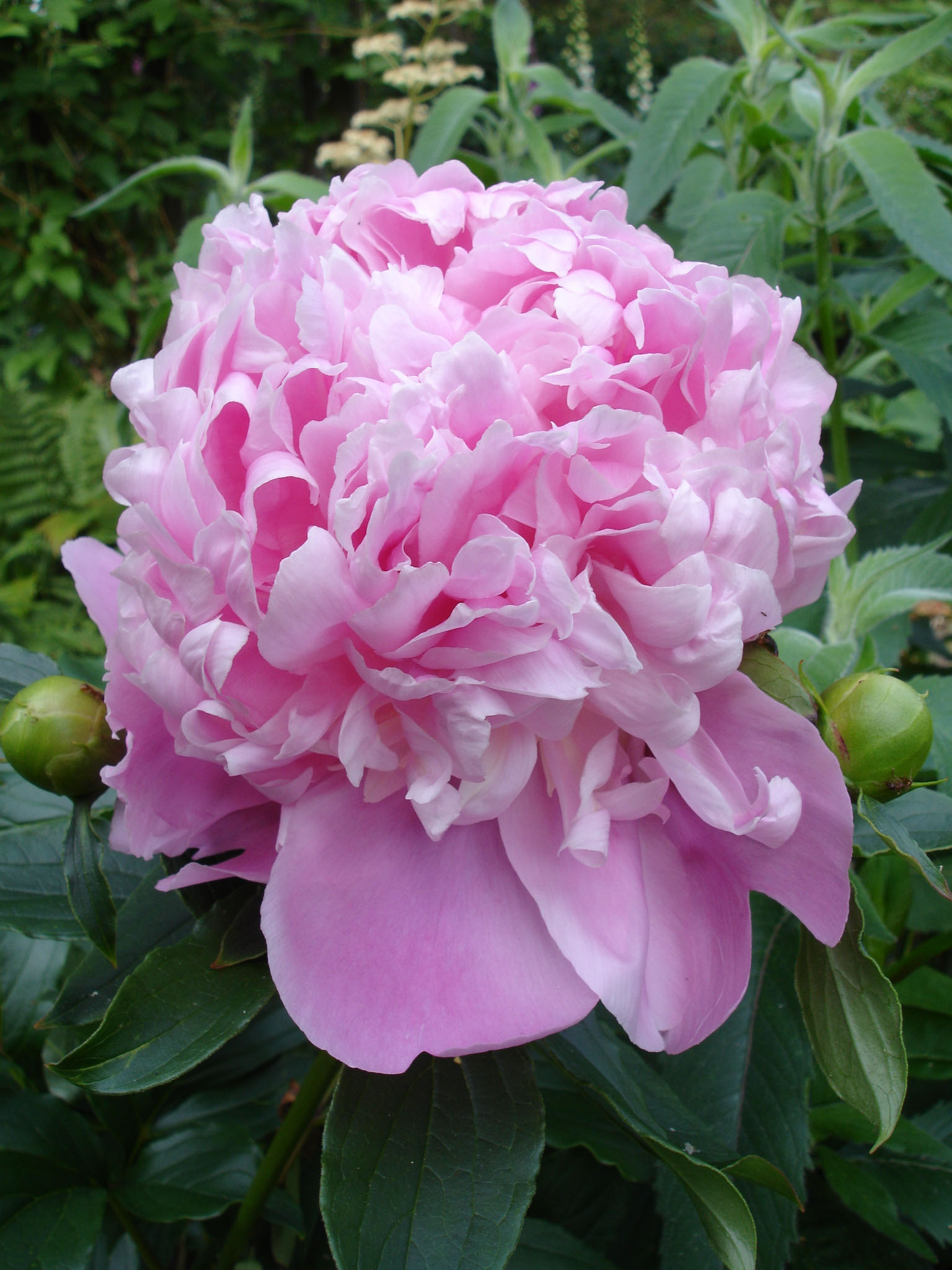
Paeonia lactiflora 'Mons. Jules Elie'
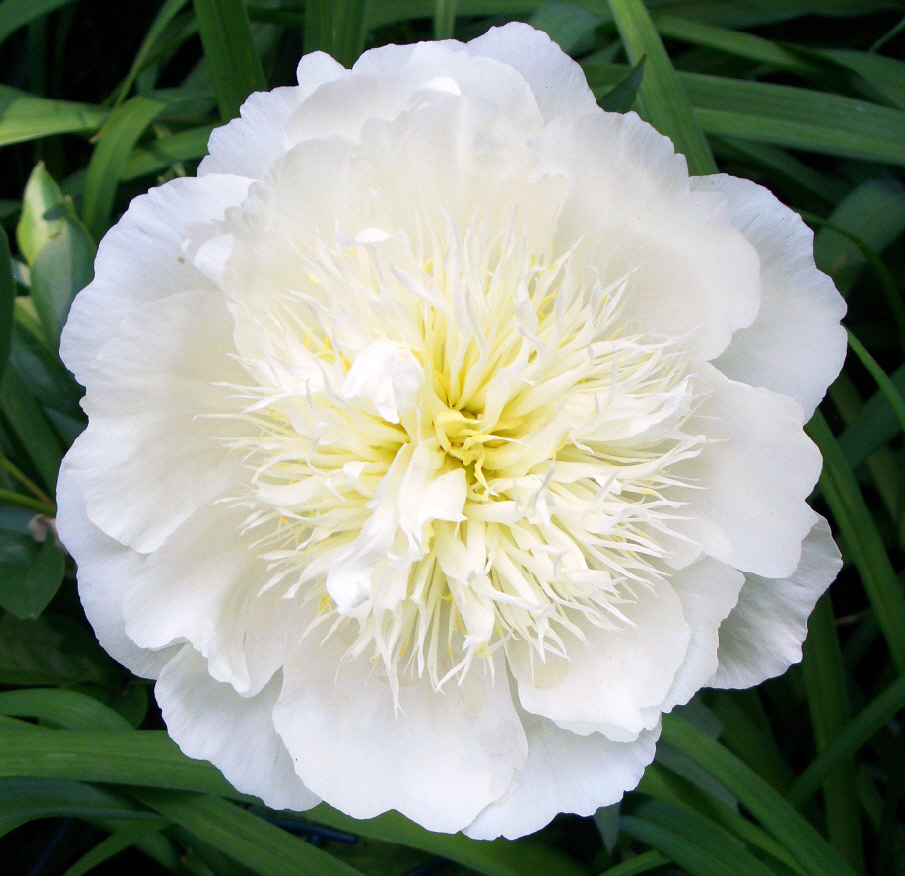
Paeonia lactiflora 'Barrington Bride'
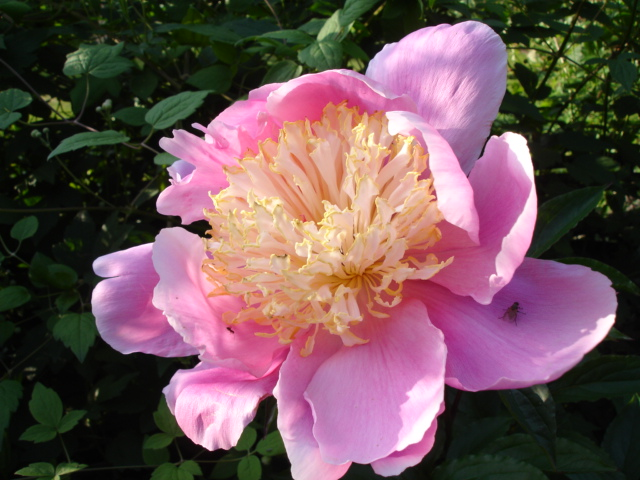
Paeonia lactiflora 'Doreen'

## 外部連結
- 芍藥 Shaoyao （页面存档备份，存于） 藥用植物圖像數據庫 (香港浸會大學中醫藥學院) （中文）（英文）
- 白芍 中藥材圖像數據庫  (香港浸會大學中醫藥學院) （中文）（英文）
- 赤芍 中藥材圖像數據庫  (香港浸會大學中醫藥學院) （中文）（英文）
- 白芍 （页面存档备份，存于） 中藥方劑圖像數據庫 (香港浸會大學中醫藥學院) （中文）（英文）
- 赤芍 （页面存档备份，存于） 中藥方劑圖像數據庫 (香港浸會大學中醫藥學院) （中文）（英文）
- 赤芍 Chi Shao （页面存档备份，存于） 中藥標本數據庫 (香港浸會大學中醫藥學院) （繁體中文）（英文）
- 白芍 Bai Shao （页面存档备份，存于） 中藥標本數據庫 (香港浸會大學中醫藥學院) （繁體中文）（英文）
- 丹皮酚 Paeonol （页面存档备份，存于） 中草藥化學圖像數據庫 (香港浸會大學中醫藥學院) （中文）（英文）

## 延伸阅读
[在维基数据编辑]
 《欽定古今圖書集成·博物彙編·草木典·芍藥部》，出自陈梦雷《古今圖書集成》
 《植物名實圖考·芍藥》，出自吳其濬《植物名實圖考》